# قطط وكلاب (فلم 1952)
قطط وكلاب (بالإيطالية: Cani e gatti) هو فيلم أبيض وأسود كوميدي إيطالي صدر عام 1952 من إخراج ليوناردو دي ميتري وبطولة تيتينا دي فيليبو وأومبرتو سبادارو وأنتونيلا لوالدي. تم تصميم ديكورات الفيلم من قبل المخرج الفني فرانكو لولي.

## ملخص سيناريو
في إحدى القرى تنشأ منافسة شديدة بين الصيدلاني وصاحبة نزل بسبب حقيقة ارتباطهما العاطفي منذ سنوات عديدة ولإزعاج منافستها، رتبت صاحبة النزل لابن أخيها إنشاء صيدلية ثانية ليأخذ منه العمل، دون علمهما تنشأ علاقة رومانسية بين الجيل الأصغر من العائلتين.

## طاقم التمثيل
- تيتينا دي فيليبو بدور دونا إلفيرا
- أمبرتو سبادارو بدور دون فيليبو
- أنطونيلا لوالدي بدور ليا
- أرماندو فرانسيولي بدور ساندرو
- باولو ستوبا بدور دون كوزيمو
- كارلو رومانو بدور دون سافيريو
- ماريسا ميرليني بدور دونا فيلومينا
- كارلو سبوزيتو بدور تونينو
- جياني كافاليري في دور دون ميشيل
- بييترو كارلوني بدور كاف. أنسيلمي
- سيلفيو باجوليني

## روابط خارجية
- قطط وكلاب  في قاعدة بيانات الأفلام على الإنترنت (بالإنجليزية)